# Beratzhausen
Beratzhausen ist ein Markt im Oberpfälzer Landkreis Regensburg in Bayern.

## Geografie

### Geografische Lage

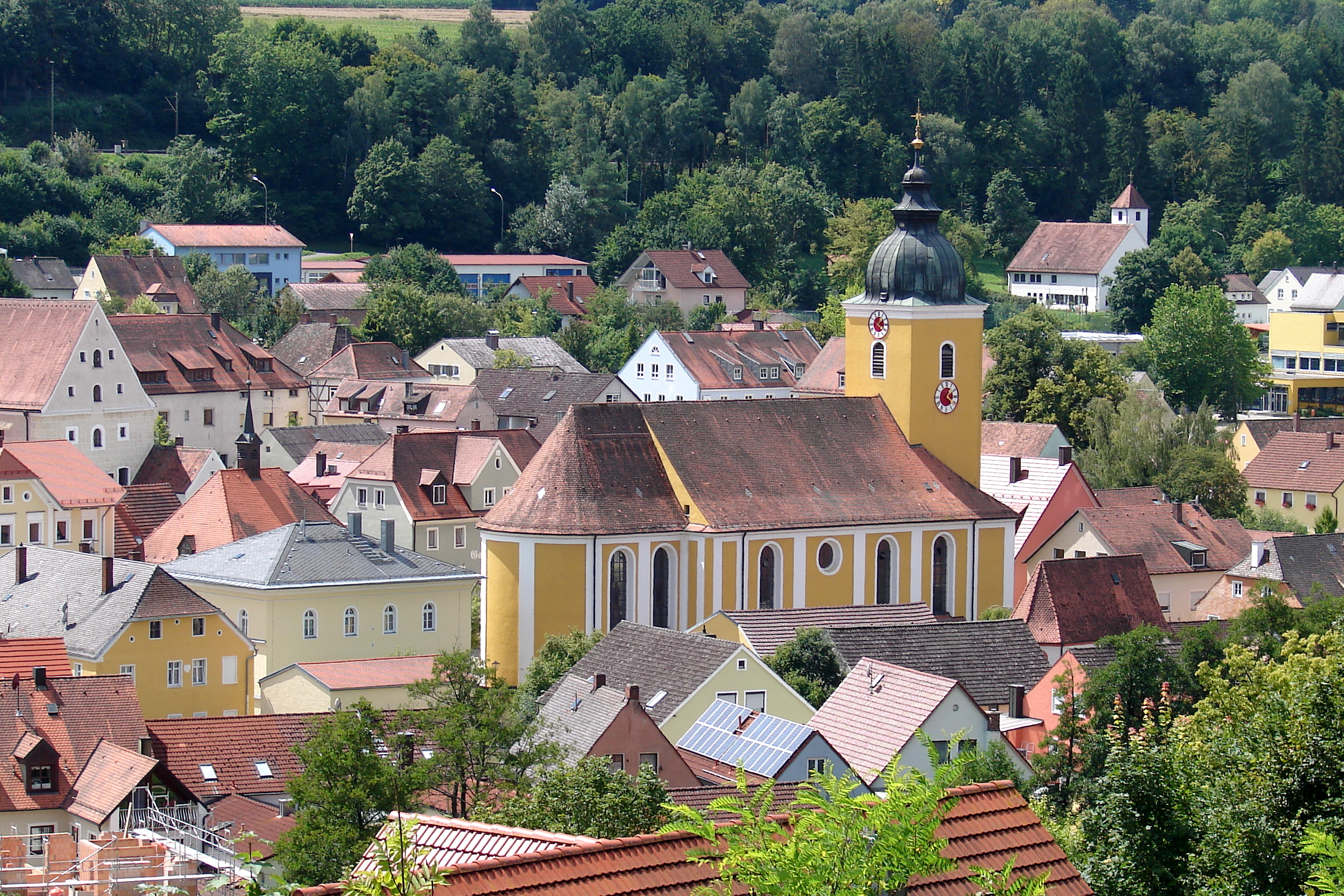
Ortsansicht von Beratzhausen

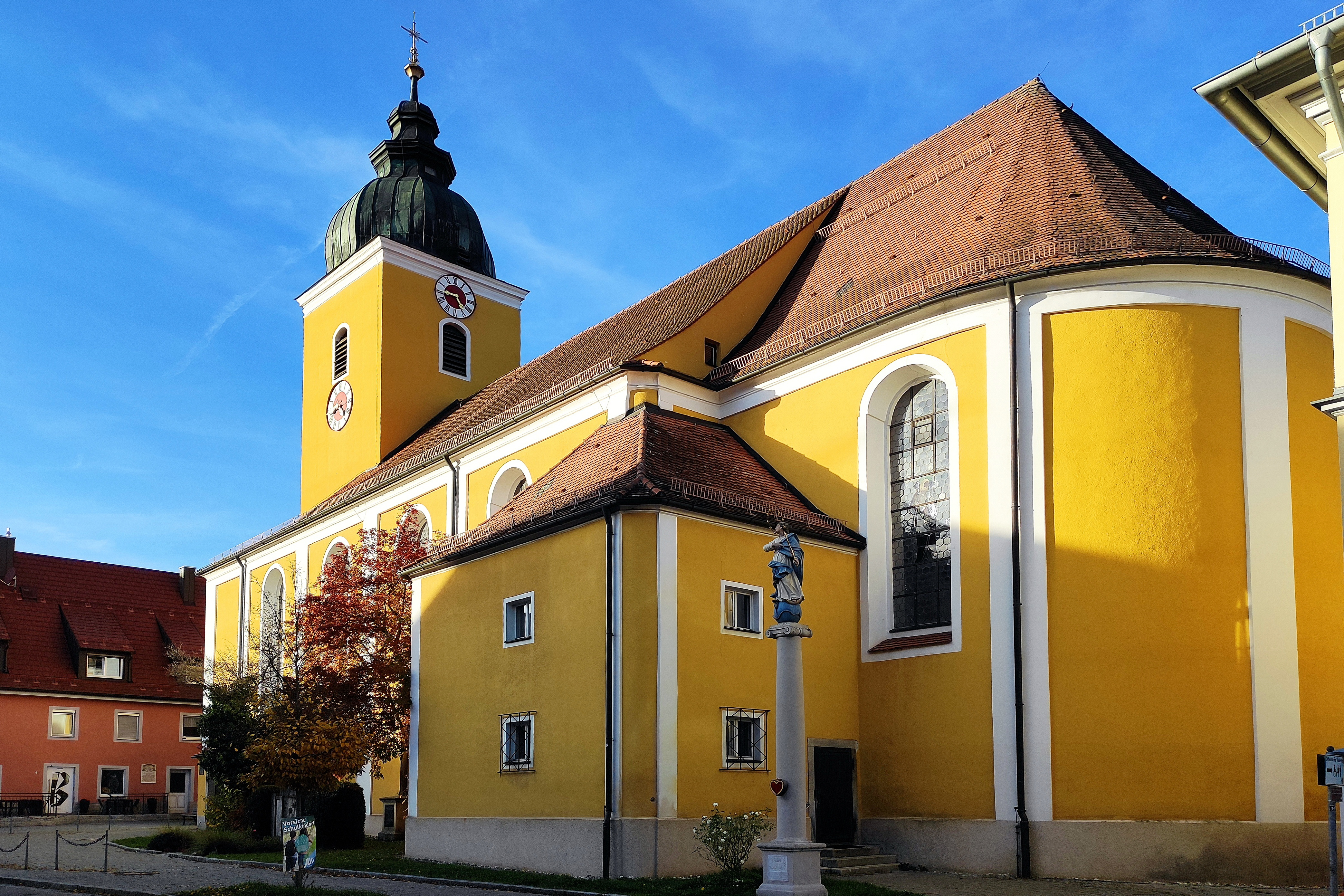
Pfarrkirche St. Peter und Paul

Beratzhausen liegt 30 Kilometer nordwestlich von Regensburg sowie 60 Kilometer südöstlich von Nürnberg im Labertal des Oberpfälzer Juras. Ein großer Teil des Marktes liegt im Tal, welches der Fluss tief in die Ebene geschnitten hat, einige neuere Siedlungen liegen auf der Juraebene. Durch seine Lage wird der Markt als „Perle des Labertals“ bezeichnet.

### Nachbargemeinden
Die Nachbargemeinden (im Uhrzeigersinn) sind: Hohenfels, Kallmünz, Duggendorf, Laaber, Hemau, Parsberg und Lupburg.
| Lupburg  | Hohenfels                                   | Kallmünz   |
| Parsberg | Kompassrose, die auf Nachbargemeinden zeigt | Duggendorf |
| Hemau    |                                             | Laaber     |

### Gemeindegliederung
Es gibt 56 Gemeindeteile (in Klammern ist der Siedlungstyp angegeben):
- Aichhof (Einöde)
- Ametshof (Weiler)
- Beilnstein (Weiler)
- Beratzhausen (Hauptort)
- Buxlohe (Dorf)
- Engelthal (Einöde)
- Forsterberg (Einöde)
- Friesenhof (Einöde)
- Friesenmühle (Einöde)
- Gleislmühle (Einöde)
- Grametshof (Weiler)
- Grünschlag (Weiler)
- Haderlsdorf (Dorf)
- Hardt (Kirchdorf)
- Hatzenhof (Weiler)
- Hinterkreith (Weiler)
- Hinterthann (Weiler)
- Hirschstein (Weiler)
- Hohenlohe (Einöde)
- Hölzlhof (Einöde)
- Illkofen (Weiler)
- Katharied (Einöde)
- Kohlmühle (Einöde)
- Königsmühle (Weiler)
- Mausermühle (Einöde)
- Mausheim (Kirchdorf)
- Mitterbügl (Einöde)
- Mitterkreith (Weiler)
- Neuhof (Einöde)
- Neuhöfl (Weiler)
- Neumühle (Einöde)
- Niesaß (Einöde)
- Oberbügl (Einöde)
- Oberlichtenberg (Einöde)
- Oberpfraundorf (Pfarrdorf)
- Ödenbügl (Einöde)
- Paarstadl (Weiler)
- Pexmühle (Einöde)
- Puppenhof (Einöde)
- Rauhbügl (Einöde)
- Rauschhof (Einöde)
- Rechberg (Kirchdorf)
- Ritzhof (Einöde)
- Rufenried (Dorf)
- Ruxhof (Einöde)
- Schaafhof (Einöde)
- Schrotzhofen (Kirchdorf)
- Schwarzenthonhausen (Kirchdorf)
- Seelach (Einöde)
- Sinngrün (Weiler)
- Stecherhof (Einöde)
- Unterlichtenberg (Weiler)
- Unterpfraundorf (Kirchdorf)
- Uttenhof (Einöde)
- Vorderkreith (Weiler)
- Zehenthof (Einöde)

## Geschichte

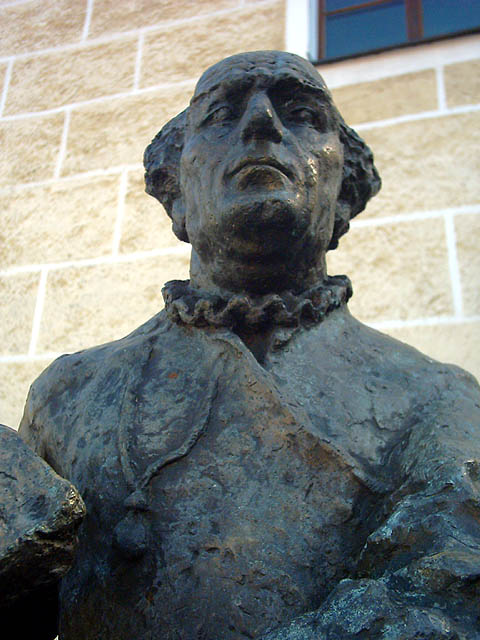
Paracelsus-Denkmal: Paracelsus lebte einige Zeit in Beratzhausen und verfasste hier im Jahr 1530 auch zwei seiner Hauptwerke

### Bis zum Anfang des 20. Jahrhunderts
Funde aus der Bronzezeit belegen eine frühe Besiedelung der Gegend um Beratzhausen, Mausheim und Rechberg. Die erste urkundliche Erwähnung erfolgte 866 in einer Tauschurkunde zwischen dem nobilis fidelis regis Adalpertus und dem Bischof von Regensburg. Die Schreibweise des Ortes variierte in der Folgezeit noch vielfach, so etwa 1025 als „Berehardeshvson“, 1313 als „Peratshavsen“, 1326 als „Perhatzhausen“, 1371 als „Peratshausen“, 1782–1787 als „Beratshausen“ und 1831 schließlich als „Beratzhausen“. Das Bestimmungswort des Ortsnamens wurde vom Personennamen „Perahart“ bzw. „Berahard“ abgeleitet. Dem Grundwort liegt die Pluralform von „hûs“ zugrunde, was in der althochdeutschen Sprache so viel wie „Haus“ oder „festes Gebäude“ bedeutete.
Im 10. Jahrhundert besaßen die Bischöfe von Regensburg einen Hof in Beratzhausen, welcher an der Fernhandelsstraße Frankfurt–Würzburg–Fürth–Regensburg lag. Vom 13. Jahrhundert bis ins beginnende 16. Jahrhundert wechselte die Herrschaft regelmäßig, mal durch Krieg, mal durch Verkauf. 1530 ließ sich der Arzt Paracelsus in Beratzhausen nieder und schrieb zwei Bücher.

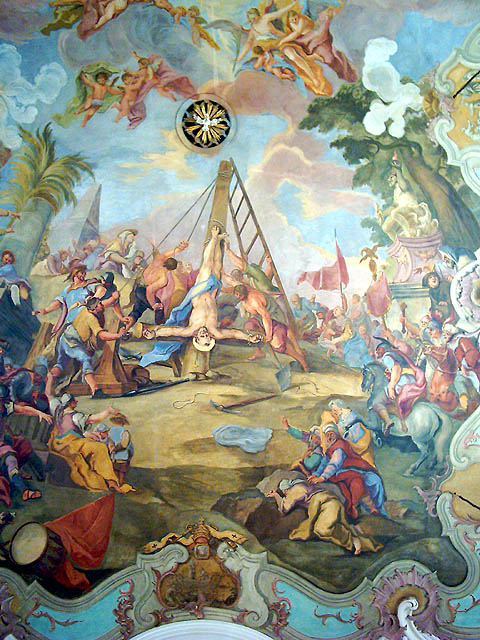
Deckenfresko in der katholischen Pfarrkirche St. Peter und Paul

In den folgenden Jahren wurde das Marktrecht bestätigt und 1574 das Rathaus errichtet. Im Dreißigjährigen Krieg wurde Beratzhausen niedergebrannt und geplündert. 1777 wurde Beratzhausen bayerisch. 1845 brannte die 1735 errichtete Wallfahrtskirche Maria-Hilf ab und wurde anschließend wiedererrichtet. 1870 wurde die Eisenbahnstrecke zwischen Nürnberg und Regensburg gebaut und 1874 eröffnet. Seit 1901 ist Beratzhausen elektrifiziert.

### Eingemeindungen
Im Zuge der Gebietsreform in Bayern wurden am 1. Januar 1972 die Gemeinden Mausheim und Rechberg eingegliedert. Am 1. Januar 1978 wurden Schwarzenthonhausen und Oberpfraundorf (bis 1933 Pfraundorf) eingegliedert. Kleine Teile der aufgelösten Gemeinden Haag und Laufenthal mit damals jeweils etwa 20 Einwohnern kam am 1. Mai 1978 hinzu. In dieser Form entspricht das Gebiet der Gemeinde in etwa dem der Ehrenfelser Herrschaft im 14. Jahrhundert.

### Einwohnerentwicklung
Einen signifikanten Sprung in der Einwohnerzahl gab es nach dem Ende des Zweiten Weltkriegs, die sich durch den Zuzug ost- und sudetendeutscher Heimatvertriebener nahezu verdoppelte. Aktuell leben von den 5621 Einwohnern 3652 im Ortskern, der Rest in den umliegenden Gemeindeteilen. Der größte Gemeindeteil ist Unterpfraundorf mit 419 Einwohnern (Stand: 2007)
Zwischen 1987 und Ende 1996 wuchs der Markt von 5117 auf 5498 Einwohner bzw. um 7,4 Prozent.

## Religion
Im Gemeindegebiet gibt es elf römisch-katholische Kirchen und die 1970/1971 gebaute evangelische Erlöserkirche. Dazu kommt eine Vielzahl von kleinen Kapellen. Bekannt ist die Wallfahrtskirche Maria-Hilf, zu der ein Kreuzweg mit 14 kleinen Darstellungen aus dem Tal hinaufführt.
Zwischen 1970 und 2017 schrumpfte die evangelischen Gemeinde von 800 auf 371 Gläubige.

## Politik

### Gemeinderat
Bei der Gemeinderatswahl am 15. März 2020 haben von den 4402 stimmberechtigten Einwohnern im Markt Beratzhausen 3294 von ihrem Wahlrecht Gebrauch gemacht, womit die Wahlbeteiligung bei 74,83 Prozent lag.

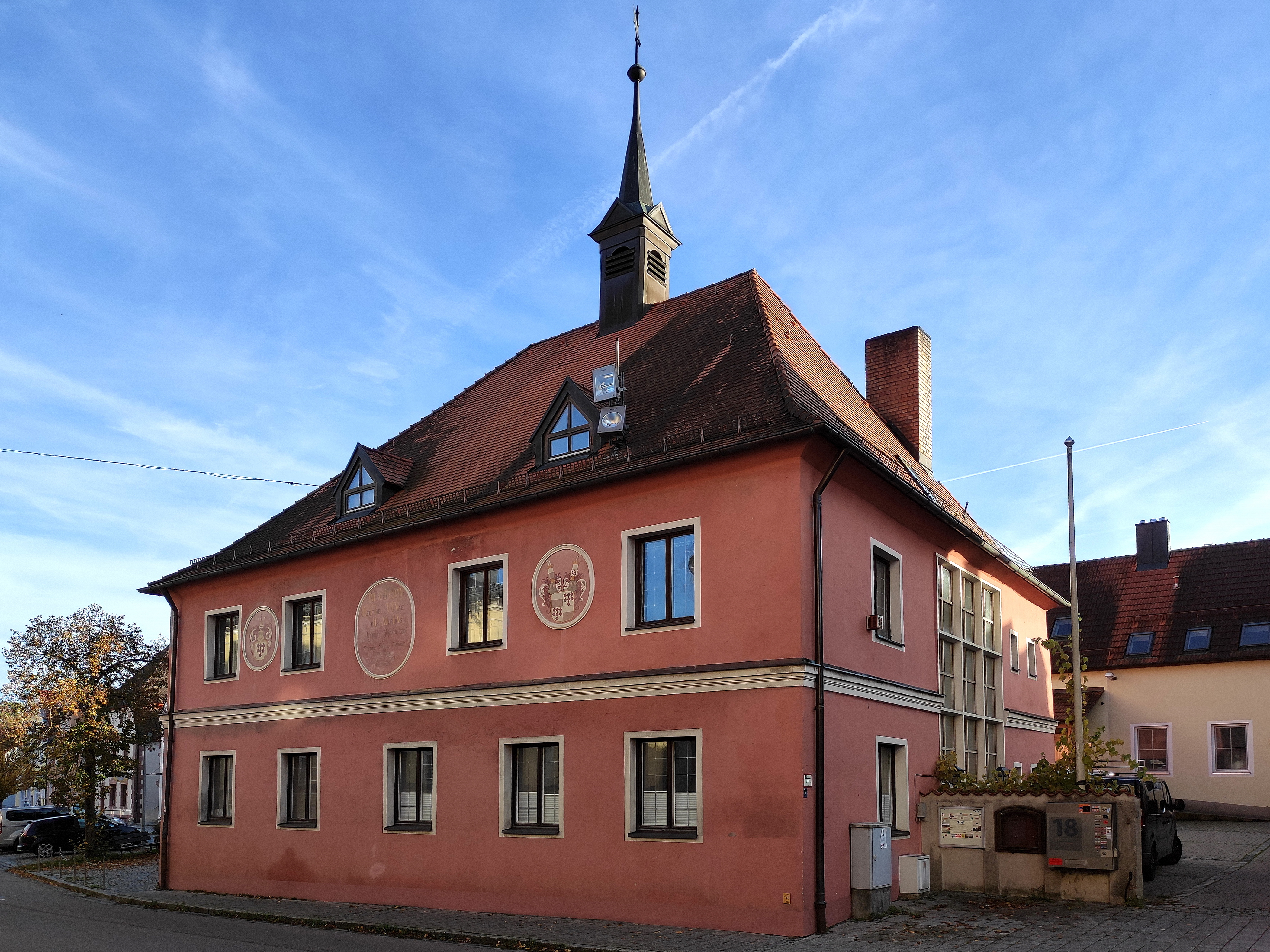
Rathaus von Beratzhausen

Das Wahlergebnis führte zu folgender Verteilung der 20 Sitze:
- CSU: acht Sitze
- SPD: zwei Sitze
- Grüne: zwei Sitze
- Unabhängige Bürger: drei Sitze
- Christliche Wählervereinigung: drei Sitze
- FW: zwei Sitze

### Bürgermeister
Matthias Beer (CSU) ist seit 2020 Erster Bürgermeister von Beratzhausen. Er wurde am 15. März 2020 mit einem Stimmenanteil von 64,0 Prozent der gültigen Stimmen im ersten Wahlgang gewählt.

### Wappen
| Wappen des Marktes Beratzhausen | Blasonierung: „Gespalten; vorne die bayerischen Rauten, hinten in Gold ein roter Zinnenturm, in dessen offenem Tor ein schwarzer Bär hockt, der einen grünen Becher hält.“ |
| Wappen des Marktes Beratzhausen | Wappenbegründung: Die ältesten bekannten Darstellungen des Wappens aus dem 15. Jahrhundert zeigen den grünen Becher auf goldenem Grund. Im 16. Jahrhundert wurde der Bär für Bäratzhausen in das Wappen eingefügt, im Jahr 1578 fügte man den Turm als Symbol für den Ort hinzu, er trug die alten Symbole in sich. Zum Ende des 16. Jahrhunderts wurde die gerautete Flagge der Wittelsbacher, der bayerischen Herrscher, in das Wappen aufgenommen. Die Farben sind seit 1812 unverändert. Wappengeschichte: Die heutige Marktgemeinde Beratzhausen ist nach der Eingemeindung der Gemeinden Mausheim, Rechberg (1972), Oberpfraundorf und Schwarzenthonhausen (1978) weitgehend deckungsgleich mit der früheren Reichsherrschaft Ehrenfels, deren Mittelpunkt ebenfalls der Markt Beratzhausen war. Bereits in der Mitte des 15. Jahrhunderts, noch in der Ehrenfelser Zeit, ist der einem Stängelglas ähnliche schlanke Becher allein als Siegelbild des Marktes nachweisbar. Der schwarze Bär kam zwischen 1568 und 1576 hinzu und verweist als naiv-redendes Symbol auf den Namensbestandteil Ber. Als der Markt 1568 durch Kauf in den Besitz des wittelsbachischen Herzogtums Pfalz-Neuburg übergegangen war, erhielt Beratzhausen 1578 einen Wappenbrief, der gestattete, dem Wappen sieben Wecken und damit ein Drittel der damals im landesherrlichen Wappen 21 gebräuchlichen hinzuzufügen. Mit Pfalz-Neuburg kam Beratzhausen 1777 an Kurbayern. Die Farben sind seit 1812 nachweisbar. Wappenführung seit 1578. |

### Städtepartnerschaften
- Seit 1975 besteht eine Partnerschaft zwischen Beratzhausen und Ceyrat in Frankreich.
- 1992 wurde eine Städtepartnerschaft mit Deutschneudorf im Erzgebirge gegründet.

## Kultur und Sehenswürdigkeiten

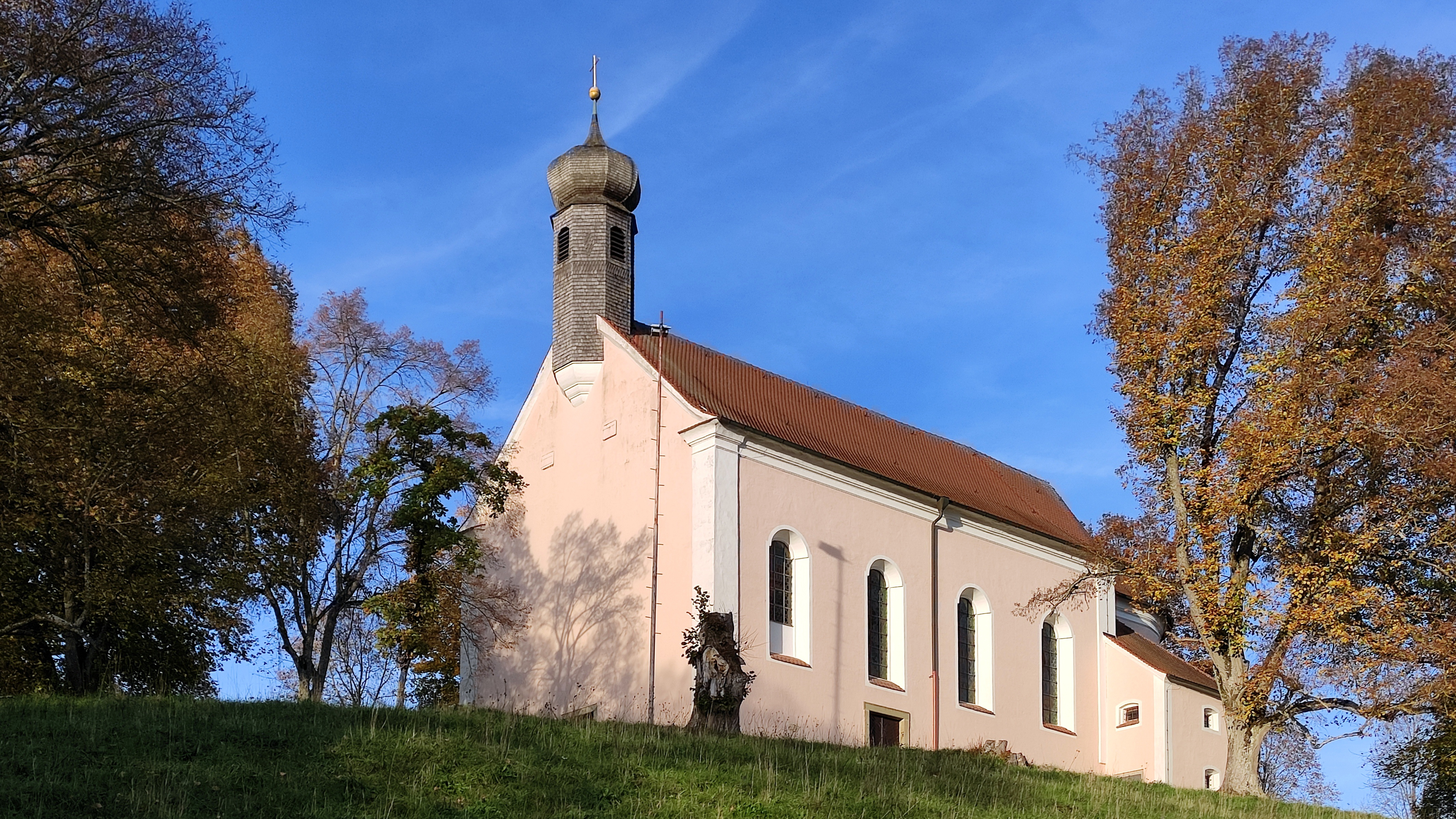
Wallfahrtskirche Maria-Hilf Beratzhausen

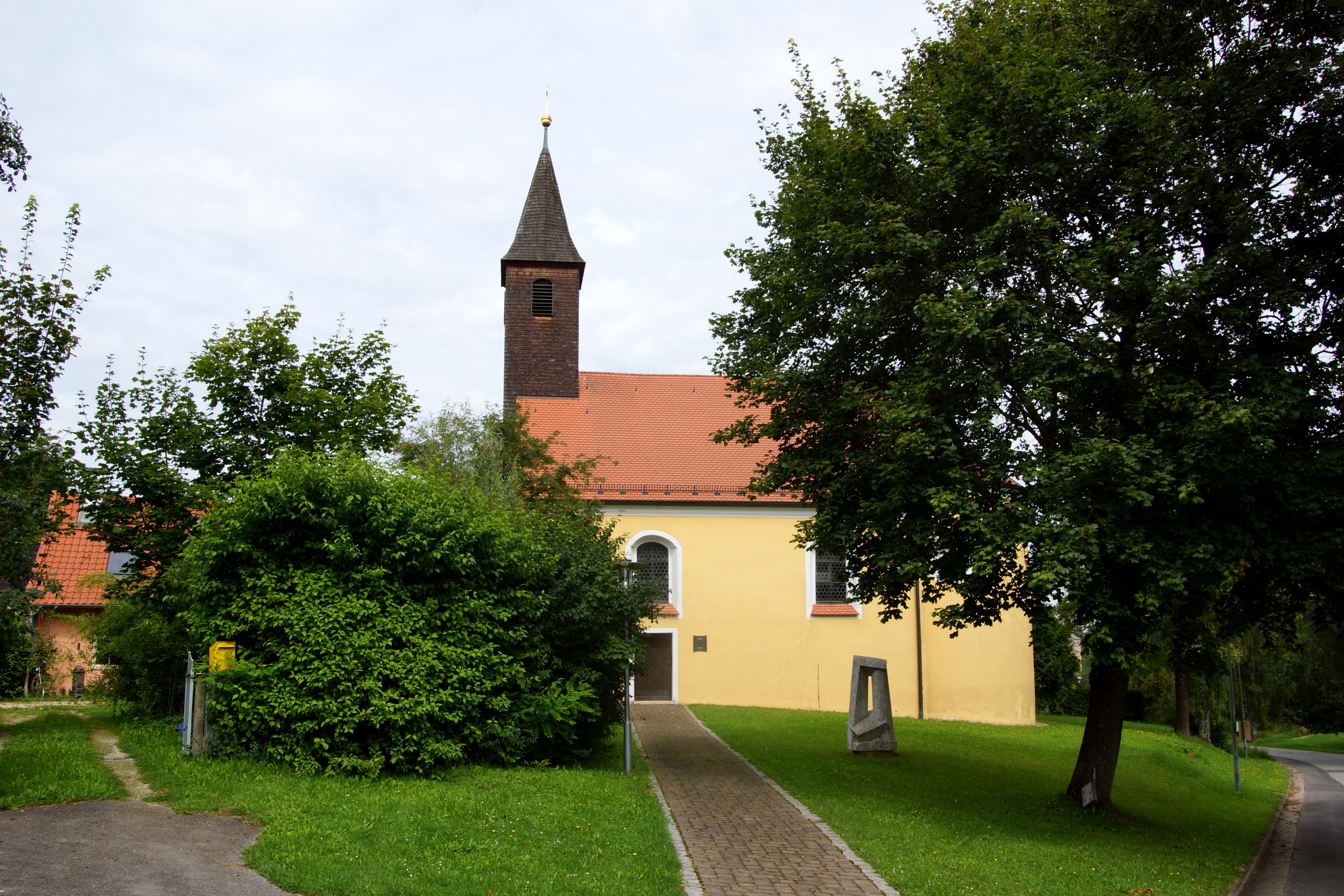
Kirche St. Thekla Mausheim

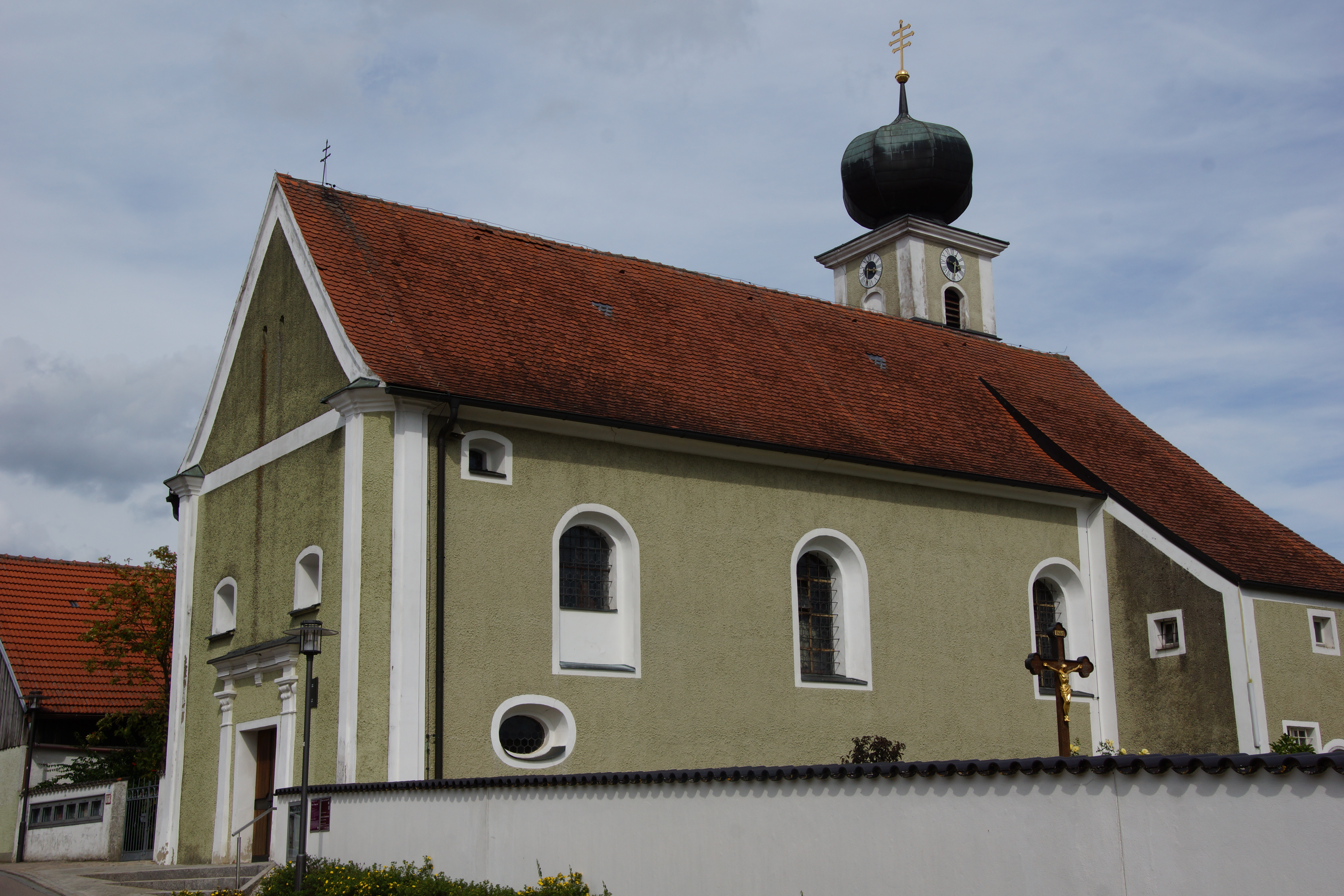
Kirche St. Martin Oberpfraundorf

### Bauwerke
- Pfarrkirche St. Peter und Paul: Die spätbarocke Kirche besitzt im Inneren eine prachtvolle Rokokoausstattung und farbenfrohe Deckenfresken von Otto Gebhard vom Kloster Prüfening (1764). Dazubzählen der Hochaltar von Georg Leonhard Däntl aus Velburg von 1763 und ein Altarbild von Johannes Anwander aus Lauingen (1764)
- Wallfahrtskirche Maria-Hilf: Eine erste Wallfahrtskirche von 1710 wurde aufgrund von Platzproblemen 1734–1742 durch eine größere Kirche ersetzt. Der Wiederaufbau nach einem Brand erfolgte 1845. Das Innere ist im Rokokostil gehalten.
- Friedhofskapelle St. Michael (auch Karnerkapelle): Ende des 14. Jahrhunderts von den Stauffern von Ehrenfels errichtete gotische Kapelle
- Rathaus Beratzhausen: barocker Bau vom 1573. Beim Umbau 1791 erhielt es das heutige Walmdach mit Glockentürmchen
- Zehentstadel: Der dreigeschossige Bau mit Satteldach wurde 1599 zur Lagerung des Zehnt errichtet. Heute beherbergt er den Bürgersaal, das Verkehrsamt, die Marktbücherei, das Heimatmuseum und den Sitzungssaal des Marktrates. Eine Gedenktafel am Brunnen in der Eingangshalle erinnert an den Aufenthalt von Paracelsus 1530.
- Friedhofskapelle St. Sebastian: 1496 erstmals urkundlich erwähnt. Sie wurde dem Pest-Heiligen St. Sebastian geweiht. Der Ort wurde mehrmals von der Pest heimgesucht.
- Schloss Beratzhausen
- Europa-Skulpturenpark: Er entstand ab dem Jahr 1992 und beinhaltet Bildhauerarbeiten aus Stein, Metall sowie Skulpturen aus Holz.

### Bodendenkmäler
- Burgstall Hohe Felsen
- Burgstall Schrotzhofen
- Hammerwerk Beratzhausen

### Regelmäßige Veranstaltungen
- Eine vom Bürgermeister beauftragte Bürgerinitiative mit dem Namen „Lachoffensive Beratzhausen“ veranstaltet seit 2003 regelmäßig Kabarettveranstaltungen in der Gemeinde. Größen wie Martin Schneider, Willy Astor, Monika Gruber, Rainhard Fendrich, Erkan und Stefan und Fredl Fesl waren in Beratzhausen.
- Bis 2008 veranstaltete die „ccumpaxe“ jedes Jahr Anfang August ein Open Air in der alten Brauerei Wiendl. Seit 1997 wurden elf Konzerte ausgerichtet, wobei Bands wie Reamonn, Soulfly, oder Vanilla Ninja auftraten. Am bisher letzten Open Air am 1. August 2008 traten unter anderem Revolverheld und Jennifer Rostock auf. Von dem Projekt werden außerdem Veranstaltungen wie Public Viewing bei Fußball-Welt- und Europameisterschaften oder Feste veranstaltet.
- Seit 1992 wird mit einer Ausnahme im dreijährigen Turnus vom Verein „Kuratorium Europäische Kulturarbeit“ ein Kunstsymposium mit rumänischen und weiteren internationalen Malern und Bildhauern veranstaltet. Dabei schenkt jeder Teilnehmer ein Werk der Marktgemeinde.[15]
- Ebenso vom Kuratorium wird jedes Jahr eine Sommerakademie veranstaltet, bei denen verschiedene Kurse mit praktischen künstlerischen Kursen (Bildhauer-, Maler-, Fotokurse, und weitere) für die Bevölkerung angeboten werden.
- Seit 2014 wird jährlich am Samstag vor dem Karnevalssonntag ein Faschingszug mit anschließender Party im Schulhaus organisiert. Dieser wurde 1975 nach einem tödlichen Unfall bis dahin nicht mehr veranstaltet.[16] 2017 nahmen daran 43 Gruppen mit ca. 1100 Teilnehmern teil.[17]

## Wirtschaft und Infrastruktur

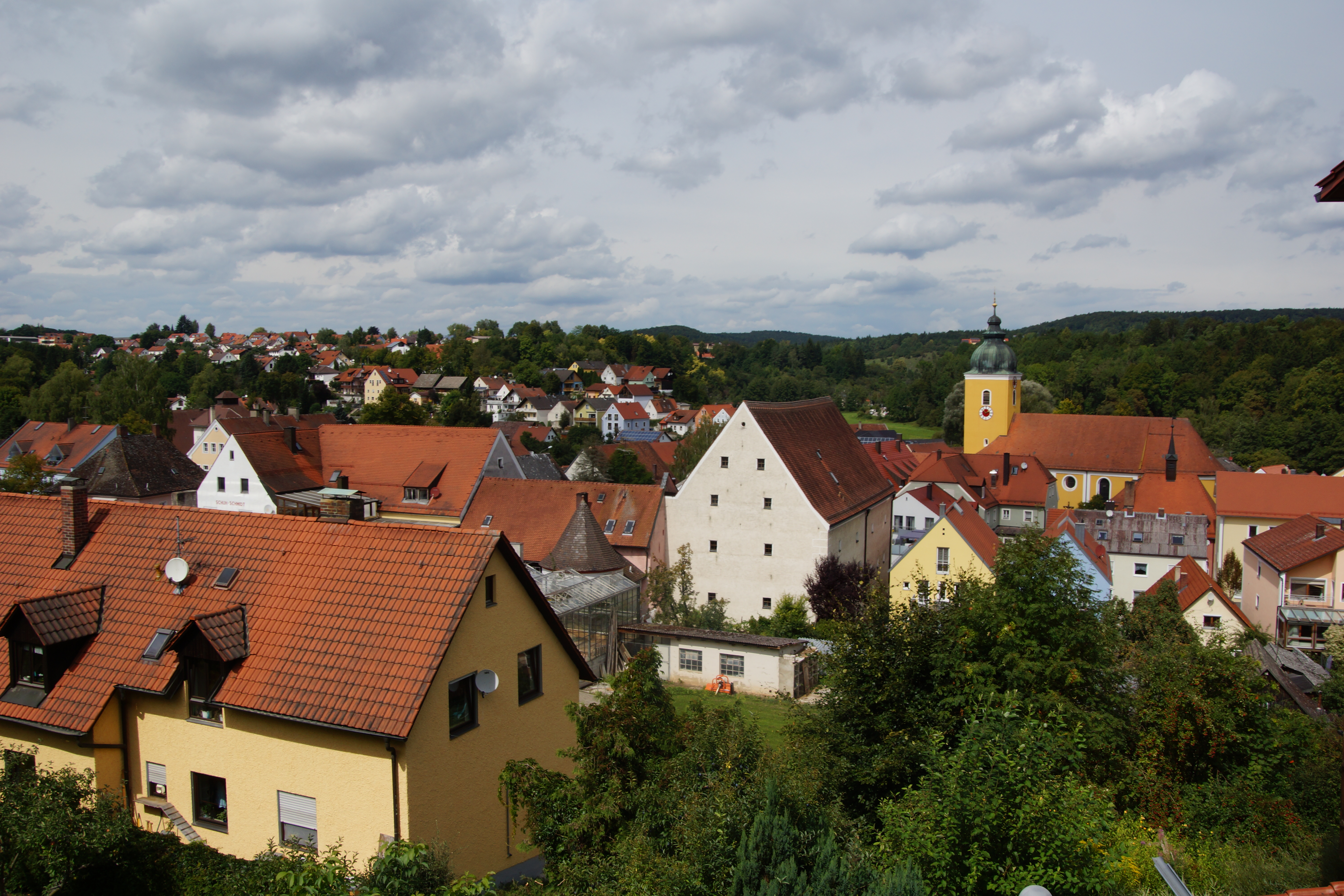
Blick über Beratzhausen

### Windpark Brenntenberg
Der Windpark „Brenntenberg I“ wurde 2011 in der Nähe von Rechberg an der A3 mit drei Windrädern des Typs Enercon E-101 errichtet und ging 2012 ans Netz. Die Anlagen sind jeweils 170 Meter hoch und die Rotoren haben einen Durchmesser von 101 Metern. Der Windpark ist der erste in der Region. Er wurde von der Regensburger Ostwindgruppe gebaut und anschließend an die technischen Werke Schussental, einen Energieversorger in Baden-Württemberg, übergeben. Die Werke investierten 15 Millionen Euro in das Projekt. Jedes der Windräder erbringt eine Leistung von drei Megawatt. Ein 140,5 Meter hoher Mast zur Messung von Wind sammelte an der Stelle Daten, ob und in welchem Ausmaß der Wind ausreichend ist für einen solchen Park. Laut Angaben der Ostwindgruppe kann der Windpark 6000 Haushalte versorgen und jährlich ca. 16.000 Tonnen Kohlendioxid einsparen.
Der Windpark „Brenntenberg II“ wurde 2015 nördlich von Pfraundorf errichtet und ging im Oktober 2015 in den Probebetrieb. Er besteht aus zwei Windkraftanlagen ebenfalls des Typs Enercon E 101 mit einer Leistung von je drei MW. Durch die Anlage können laut Betreiber 5000 Haushalte mit Strom versorgt und jährlich ca. 13.000 Tonnen Kohlendioxid eingespart werden.

### Verkehr
Beratzhausen hat einen Bahnhof an der Bahnstrecke Nürnberg–Regensburg, an dem Regional-Express- und agilis-Züge der Relation Nürnberg–Regensburg–München und Neumarkt–Plattling halten. Etwa 900 Meter südöstlich des Bahnhofs befindet sich die 42 Meter hohe Eisenbahnbrücke Beratzhausen, eine der höchste Eisenbahnbrücken Bayerns. Außerdem verfügt Mausheim über einen Haltepunkt eine Station weiter in Richtung Nürnberg; dort halten nur agilis-Züge.
Die Autobahnausfahrt Beratzhausen an der A3 ist etwa 9 Kilometer vom Markt entfernt.

### Ansässige Unternehmen
In Beratzhausen finden sich hauptsächlich kleinere Handwerksbetriebe, die die lokale Nachfrage nach den entsprechenden Dienstleistungen befriedigen. Einige Banken haben Filialen in Beratzhausen.

### Bildung
Die Gottfried-Kölwel-Grundschule Beratzhausen ist eine Grundschule mit vier Jahrgangsstufen.
Im Marktgebiet befinden sich vier Kindergärten, zwei davon in Beratzhausen selbst, einer im Gemeindeteil Oberpfraundorf. Ein weiterer Waldkindergarten wurde 2021 in Hinterthann eröffnet. Zudem existieren drei Kinderkrippen und ein Kinderhort.

### Freizeit- und Sportanlagen
Es gibt die Sportanlagen des TSV Beratzhausen auf dem Maria-Hilf-Berg, eine kleine Sportanlage an der Schule, mehrere Tennisplätze, eine Skateranlage mit Halfpipe sowie ein solarbeheiztes Freibad. Im Winter stehen ein Skilift, mehrere gespurte Langlaufloipen und ein Weiher für Eislauf und Eishockey und auch Eisstockscheiben zur Verfügung.
Lauf- und Fahrradstrecken mit wechselnden Belägen befinden sich im Tal der Schwarzen Laber.
Südöstlich des Marktes nahe der Friesenmühle befinden sich zwei Kletterfelsen: die Rote Wand mit 20 sowie der Friesenfels mit 14 Touren. Diese wurden 2010 eingerichtet und beinhalten Touren von 5 bis 8+ in der UIAA-Skala.

## Persönlichkeiten

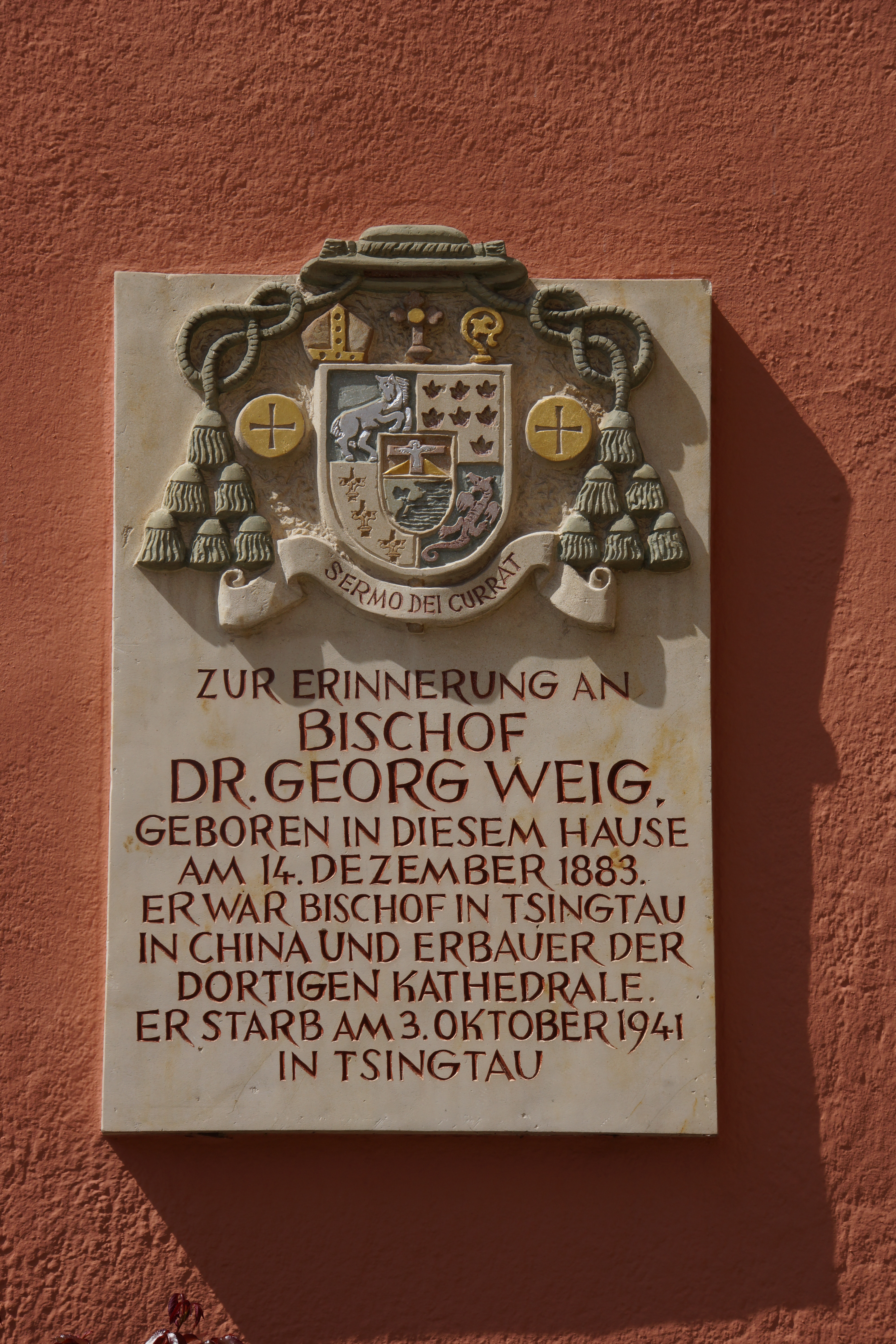
Erinnerungstafel Bischof Georg Weig

### Söhne und Töchter der Gemeinde
- Friedrich II. von Parsberg (Eichstätt) († 1246), auch Friedrich von Beratzhausen genannt, Fürstbischof von Eichstätt von 1237 bis 1246
- Argula von Grumbach (1492–1568), protestantische Publizistin und Reformatorin
- Gottfried Kölwel (1889–1958), Lyriker, Dramatiker und Erzähler
- Georg Weig (1883–1941), katholischer Bischof in der chinesischen Stadt Qingdao
- Franz-Xaver Staudigl (1925–2009), Altbürgermeister und Schriftsteller

### In Beratzhausen wirkende Persönlichkeiten
- Paracelsus (um 1493–1541), Arzt, Alchemist, Astrologe und Mystiker